# São Roque do Paraguaçu
São Roque de Paraguaçu é um dos cinco distritos do município de Maragogipe, na Bahia. Localizado a 35 km da sede, fica às margens do rio Paraguaçu e do rio Baetantã. Tem um casario em arquitetura barroca e casas simples com aspecto de pequeno povoado. Seu comercio é pouco desenvolvido: conta com apenas 1 farmácia, 1 funerária, 4 mercados. Como opção de lazer pública há uma praia, além da Praça da Vitória recentemente restaurada. Além disso há ainda uma pousada simples e um hotel com melhor estrutura. Foi uma das promessas da Petrobras que ao construir um estaleiro, o Estaleiro São Roque do Paraguaçu, e outras obras de infraestrutura que prometiam o crescimento do povoado e da cidade, mas foi tudo paralisado com o inicio das investigações da Operação Lava Jato.
São Roque do Paraguaçu era um município baiano até o ano de 1962, quando foi extinto.